# Palazzo Falier (Cannaregio)

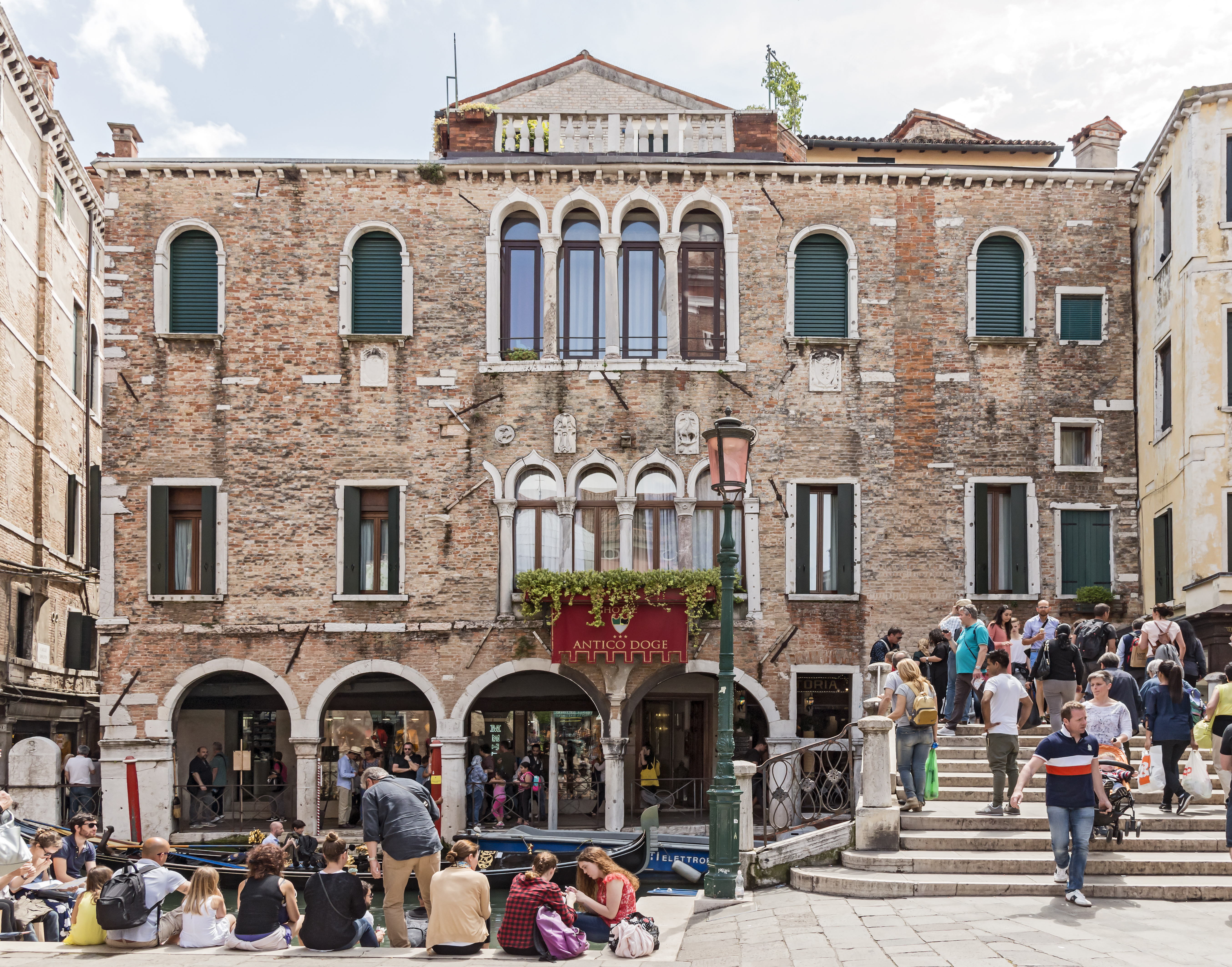
Die Fassade des Palazzo Falier

Palazzo Falier ist ein Palast in Venedig in der italienischen Region Venetien. Er liegt im Sestiere Cannaregio mit Blick auf den Rio dei Santi Apostoli. Bekannt ist er als Wohnstatt von Marino Falier, dem Dogen der Serenissima, der beschuldigt wurde, einen Putschversuch ausgeführt zu haben.

## Geschichte
Das Gebäude entstand in einer einfachen Form im 11. Jahrhundert, wurde durch einen Brand zerstört und im Jahre 1105 wieder aufgebaut. In der Folge wurde es häufig umgebaut, was auch die Struktur teilweise veränderte. Heute befindet sich im 1. Obergeschoss ein Hotel.

## Beschreibung

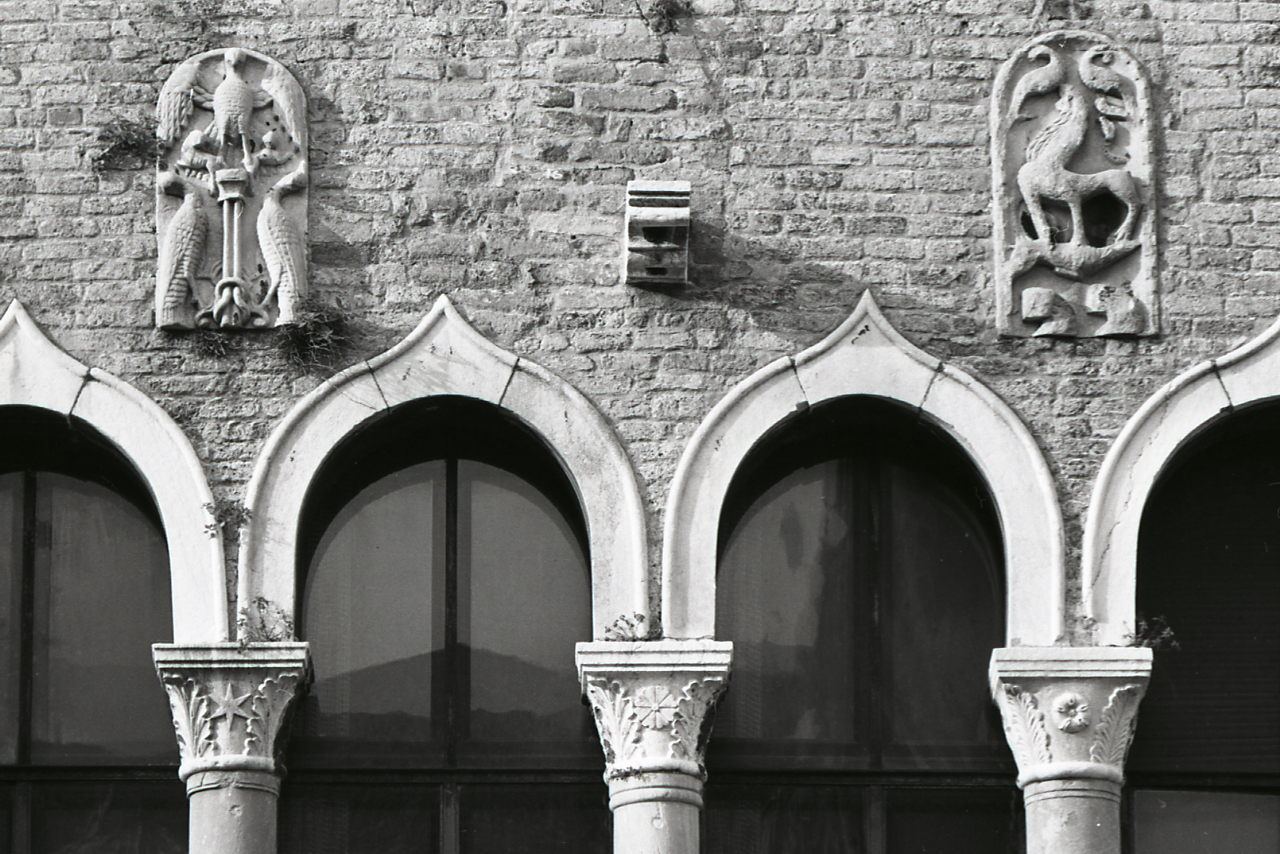
Reliefs an der Fassade, fotografiert 1969

Der Palazzo Falier steht auf typischen Arkaden mit sechs Bögen entlang dem Rio dei Santi Apostoli und blickt mit besonderer Monumentalität über den angrenzenden Platz. Die Fassade, ein Beispiel für den byzantinischen Einfluss in Venedig, zeigt sehr alte Elemente, darunter die beiden Vierfachfenster auf Peducci, die unregelmäßig übereinander angeordnet sind. Bemerkenswert sind auch die Verzierungen aus dem 13. und 15. Jahrhundert: Zwei bogenförmige und zwei runde Reliefe sowie zwei gotische Schilder. Die einfarbige Fassade wird durch einzelne Fenster unterbrochen, die paarweise neben den Mehrfachfenstern angeordnet sind.